# Ramon de Baños
Ramon de Baños i Martínez (Barcelona, 17 d'abril de 1890 - 8 de gener de 1980) fou un director de cinema, guionista, operador de càmera, fotògraf, creador d'efectes especials i pioner del cinema català que, juntament amb el seu germà Ricard de Baños (1882-1939), aconseguí rodar algunes de les produccions espanyoles més importants del cinema mut.

## Biografia

### Inicis
Ja des de petit, tant ell com el seu germà Ricard, van sentir afecció per a la fotografia, tot i que, probablement, en Ramon fou qui estava més dotat per a l'art de la composició de les imatges.
No fou fins a començaments del segle xx quan Ricard començà a intervenir en tasques com a productor cinematogràfic a la productora barcelonina Hispano Films, llavors la més important de tota l'encara feble indústria catalana i espanyola, mentre que Ramon aprengué a utilitzar la càmera cinematogràfica, començant a rodar les seves primeres pel·lícules documentals, les quals li comencen a donar una certa anomenada entre els afeccionats i professionals, rebent elogis del mateix Fructuós Gelabert.
Gràcies a l'èxit d'aquests primers documentals, el 1911 fou cridat a treballar al Brasil, contractat per un important empresari que li encarregà tot un seguit de films industrials i turístics.
Després de realitzar una fructífera feina per tot Sud-amèrica, tornà a Barcelona a causa d'unes fortes febres. Una vegada a casa, s'associà definitivament amb el seu germà i comença una carrera plena d'èxits, la major part d'ells al llarg de tot el cinema mut, però que continuaria fins ben bé els anys quaranta.

### Els germans Baños
Al llarg d'aquests anys, en Ricard Baños s'havia independitzat i el 1914 havia muntat la seva pròpia productora "Royal Films", amb la qual s'associà amb el seu germà petit, que en seria el principal cap artístic, tot i que les seves pròpies opinions estètiques sempre tindrien molta rellevància, signant bona part dels guions i la direcció de les pel·lícules de la societat com a co-directors i co-guionistes, bé entre ells dos, bé amb altres directors o escriptors contractats per a l'ocasió. És difícil saber exactament quina era l'empremta exacta de cadascun d'ells en el resultat final de cada pel·lícula, ja que les seves aportacions van ser també, la major part de les vegades, no acreditada. El que sembla clar és que en Ramon de Baños va tenir sempre la responsabilitat final de l'aspecte estètic de les pel·lícules, signant com a director de fotografia, signant tres llargmetratges com a director en solitari: Carmen o la hija del contrabandista (1911), El padre Juanico (1923) i El acero libertario (1937), aquesta darrera sonora.

### Les dues superproduccions més importants del cinema mut espanyol
De tota manera les dues fites més importants de l'empresa van ser, sense cap mena de dubte, La vida de Cristóbal Colón y el descubrimiento de América (1916) i Don Juan Tenorio (1922).
El film sobre Cristòfor Colom va ser el més car del seu temps (va costar més d'un milió de pessetes de l'època, una xifra llavors absolutament desorbitada) i de fet va ser una coproducció amb França i la productora "Filmes cinématographiques" i el seu director fou el francès Emile Bourgeois. La principal col·laboració d'en Ramón de Baños en aquest monumental film- per al qual es van haver de construir tres reproduccions el més fidels possibles de les tres caravel·les- va ser el de l'aspecte visual i direcció de fotografia, la qual va ser aclamada per la crítica europea de l'època.
L'adaptació del Juan Tenorio va ser una producció cent per cent de "Royal Films", amb Ricardo de Baños acreditat com a únic director i en Ramon de Baños sempre com a director de fotografia i d'art. Aquest fou el film del qual els dos germans se sentiren més orgullosos, ja que l'esforç, tant a nivell artístic com econòmic, no es devia en aquest cas a ningú més que a ells. De fet, en Ricardo ja havia fet una primera versió quan estava associat a "Hispano films" però sempre s'havia sentit frustrat per la pobresa de mitjans de què havia disposat i de com aquest fet havia malmès part de la seva idea inicial. Don Juan Tenorio representa un espectacular pas endavant, enmig de la paupèrrima indústria del cinema espanyol d'aquell temps, de donar la màxima credibilitat i realisme possible tant a les escenes exteriors com d'interiors, amb la construcció d'uns decorats minuciosos i creïbles i uns paisatges bells i ben fotografiats; uns intèrprets de categoria, allunyats de l'excessiva sobreactuació dels actors espanyols d'aquell temps, etc.

### Darrers temps
La producció dels germans Baños continuà al llarg de la dècada dels anys trenta, encara que sense el domini del mercat que varen tenir al llarg dels anys vint, sí que van demostrar una certa capacitat d'adaptació als nous temps. El cert és que la producció espanyola, que havia arrencat amb força a Barcelona, fins al punt que Catalunya esdevingué el més important centre productor, s'havia anat decantant cada cop més per Madrid, mentre que a casa nostra feien fallida, una darrere l'altra, totes les empreses del sector, pel fracàs econòmic de les darreres produccions.
L'arribada de la Guerra Civil espanyola representà un cop molt dur per a l'empresa familiar, la qual va resistir fins a l'any 1937, al qual rodaren els darrers films.
Ricard va morir el (1939), darrer any de la Guerra Civil, i en Ramon de Baños, que encara tenia un cert prestigi entre la professió, va poder continuar fent tasques de càmera en diverses produccions espanyoles dels anys quaranta i cinquanta, essent la seva fi molt menys patètica que la d'un altre insigne pioner català, Fructuós Gelabert, i visquent molts més anys que el més internacional de tots ells, Segundo de Chomón, desaparegut prematurament.
Els darrers anys de la seva vida va gaudir d'alguns homenatges, a més de tenir temps de poder veure el documental que es va fer sobre la seva vida L'últim peoner (1974)
El seu fons personal es conserva a la Filmoteca de Catalunya i es pot consultar al Repositori. incloent-ne documentació personal, cartes, les seves memòries, escrits, fotos paper, negatius vidres, postals, retalls de premsa, números solts de revistes, factures, rebuts, programes de festa, etc.

## Filmografia
Director, guionista i operador de càmera
- Carmen o la hija del contrabandista (1911)
- El padre Juanico (1923)
- El acero libertario (1937)

Co-director o director de fotografia
- Justicia de Felipe II (1909)
- El joyero (1909)
- Dos guapos frente a frente (1909)
- Celos Gitanos (1909)
- Don Juan de Serrallonga (1910)
- La madre (1912)
- La fuerza del destino (1913)
- La danza fatal (1915)
- El idiota de Sevilla (1919)
- La vida de Cristóbal Colón y el descubrimiento de América (1916)
- ¡Vaya remojón! (1917)
- La sombra del polaco (1917)
- El monedero de Cipriano (1917)
- Fuerza y nobleza (1917)
- La cortina verde (1918)
- Los arlequines y la seda de oro (1919)
- El judío polaco (1920)
- Don Juan Tenorio (1922)
- Frivolinas (1926)
- El castigador castigado (1936)
- Los héroes del barrio (1936)
- Fury over Spain (1937) (film de propaganda de Guerra per al mercat internacional)
- El Fakir González, buscador de oro (1942)

Operador de càmera o assessor tècnic
- Abel Sánchez (1947)
- Niebla y sol (1951)
- La canción del penal (1954)

## Fons personal
El fons Ramon Baños es conserva a la Filmoteca de Catalunya. Recull documentació relativa a la seva vida, tant a nivell personal com professional. Inclou documentació personal, cartes, les seves memòries, escrits, fotos paper, negatius vidres, postals, retalls de premsa, números solts de revistes, factures, rebuts, programes de festa, entre d'altres. El fons Baños és una important font d'informació per a l'estudi del primitiu cinema català, pel que fa a les empreses cinematogràfiques del moment, com per la documentació relativa al films que ell va prendre part. També caldria destacar, degut a la condició de fotògraf de Ramon Baños la seva importància com a testimoni iconogràfic del moment, ja que inclou una gran quantitat de fotografies, tan personals, artístiques, periodístiques i industrials. Dels documents d'interès personal, és especialment rellevant la correspondència de Ramon Baños amb la seva muller Rosa Argento durant la seva estada al Para, Brasil (1911-1913), com tota la documentació relativa als films que va treballar durant el primer quart de segle xx.